# Forêt de Charnwood
La forêt de Charnwood est une région de hautes terres du nord-ouest du Leicestershire, en Angleterre, délimitée par Leicester, Loughborough, Mountsorrel et Coalville. La zone est vallonnée, rocheuse et pittoresque, avec des zones stériles alternant avec de vastes étendues de bois. L'altitude moyenne est 180 m la superficie dépassant cette hauteur étant d'environ 25 km2. Le point culminant, Bardon Hill, est de 278 m. Sur son flanc ouest se trouve un bassin houiller abandonné, avec Coalville et d'autres anciens villages miniers, qui sont maintenant régénérés et replantés dans le cadre de la National Forest.

## Géologie
De nombreuses roches escarpées de la forêt de Charnwood sont d'origine volcanique et sont très anciennes, remontant à 600 millions d'années, lors du Précambrien. C'est le site de la toute première découverte enregistrée de Charnia masoni, l'une des espèces fossiles complexes les plus anciennes recensées, appartenant à la faune de l'Édiacarien. Ce fossile a été découvert en 1957 par un écolier local nommé Roger Mason (auquel l'épithète spécifique masoni fait honneur) qui, avec des amis, explorait une carrière près du village de Charnwood. La faune édiacarienne de la forêt de Charnwood présente de grandes similitudes avec celle du bassin de Podolie (Ukraine), qui a pu être datée précisément à 556,78 ± 0,18 Ma ; les reconstitutions paléogéographiques replacent le bassin de Podolie à proximité de l'actuel pays de Galles à cette époque.
Le long de la limite ouest de la forêt de Charnwood, les roches sont principalement des diorites (des roches plutoniques riches en silice) précambriennes. Celles-ci se sont formées à partir de la lave fondue profondément dans les roches sédimentaires, se refroidissant lentement pour produire une roche dure avec de gros cristaux. Ces roches sont largement exploitées pour construction des routes de Groby, Markfield et Whitwick. La zone centrale de la forêt a encore des roches plus anciennes. Celles-ci sont sédimentaires et ont un caractère très variable. Elles ont été formées par des matériaux provenant des volcans, se déposant dans les eaux profondes, et c'est dans ces couches que se trouvent les fossiles. À l'est, on trouve une série de roches beaucoup plus récentes. Ce sont des sills dioritiques (roches plutoniques grenues) qui se sont injectées dans des sédiments à la fin de l'Ordovicien, il y a 445 millions d'années.